# Programa eletrônico de estabilidade

Imagem indicativa do ESP/ESC.

O programa eletrônico de estabilidade (português brasileiro) ou programa eletrónico de estabilidade (português europeu) (em inglês: electronic stability program, sigla ESP) ou controle eletrônico de estabilidade (português brasileiro) ou controlo eletrónico de estabilidade (português europeu) (em inglês: electronic stability control, sigla ESC) é um sistema presente em automóveis, responsável por monitorar a trajetória dos veículos e — num desvio repentino — atuar individualmente nos freios, acionando cada um deles na medida correta a fim de manter o veículo sob controle e auxiliar o motorista no acerto da trajetória de curso. O sistema atua em conjunto com o freio ABS, utilizando-se da premissa de não travamento das rodas — princípio do ABS — para efetuar seus acertos em situações adversas.